# Abwehr
Abwehr (németül: elhárítás, védelem) a Harmadik Birodalom katonai hírszerző és elhárító szervezete 1920 és 1944 között.

## Létrejötte
Az első világháború végén felbomlott császári katonai hírszerző szervezet helyett 1920-ban hozták létre a Védelmi Minisztérium keretében, kezdetben egy jelentéktelen osztályként működött, körülbelül 10 munkatárssal.
Három tagosztályra tagolódott:
I. Felderítés
II. Rejtjelező és rádiólehallgató
III. Kémelhárítás
1928-ban a Haditengerészet hírszerzését is az Abwehrbe olvasztották, bővülése ellenére továbbra is jelentéktelen osztály maradt 1935-ig.

## Tevékenysége
Adolf Hitler hatalomra jutásával a háborús készülődés keretében egyre több hírszerző szervezet létesült, ezek közül az ismertebbek a Sicherheitsdienst (SD) és a Gestapo. A katonai hírszerzés élére 1935. január 1-én Konrad Patzig sorhajóhadnagy helyére Wilhelm Canaris admirális került. 1935–36-ban tizenkétszer találkozott Hitlerrel és meggyőzte az Abwehr fontosságáról. Rohamosan fejlődött a szolgálat 1937 végén 1000 főre 1943 végére pedig már 4000 főre növekedett a központ létszáma. A világot járt admirális 1936 végére már olyan szervezetté varázsolta az Abwehrt, melynek a világ minden sarkában volt ügynöke. A Berlin környéki Abwehr kiképző központokban tömegével képezték ki a különböző nemzetiségű ügynököket és szabotőröket, akiket titokban csempésztek ki hazájukból és juttattak oda vissza, s nemcsak az ellenséges országokban, hanem a szövetségesnek számító és semleges államokban is.
Első fontosabb tevékenysége az osztálynak a Ruhr-vidékkel kapcsolatos hírszerzés volt, amely biztosította Hitlert arról hogy a Rajna-vidék 1936-os megszállásával és a locarnói egyezmény megszegésével sem kell Franciaország támadásával számolnia. Az Abwehr feladata volt a spanyol polgárháborúban a nacionalistáknak nyújtott német katonai segítség megszervezése. 1936. december 21-én Canaris komoly sikert könyvelhetett el a többi, német titkosszolgálattal folytatott rivalizálásban. E napon írták alá azt az egyezményt, ami kötelezte a Biztonsági Szolgálatot, (Sicherheitsdienst, Hírszerzés, SD) és a titkos államrendőrséget (Gestapo), hogy működjenek együtt az Abwehrrel. 1938. április 1-jén az Abwehrt a hadügyminisztériumból közvetlenül az OKW (Oberkommando der Wehrmacht) alá szervezték. Ettől kezdve Canaris elérte, hogy a német külügyminisztérium is a lehető legszorosabban együttműködjön szervezetével, s minden német nagykövetségen tartson legalább egy Abwehr ügynököt diplomata státuszban.
A megszerzett titkos információk legnagyobb mértékben a Luftwaffe fejlesztéséhez járultak hozzá, ami biztosította a németek számára a második világháború első szakaszában a légi fölényt, ehhez az Abwehr ügynökei az Amerikai Egyesült Államokból tömegével szállították a repülőgép építéshez szükséges különféle tervrajzokat. Ugyanígy jutottak hozzá a haditengerészet kiépítésében felhasználható tervekhez. De a német ügynökök elloptak tervrajzokat az amerikai kísérleti laboratóriumokból is, többek között egy újfajta kétéltű harckocsi és egy kísérleti tengeri repülőgép tervét. Az Abwehr megszerezte az amerikai hadsereg által használt összes titkosított térképet is. Megszerezték az egyik legnagyobb amerikai repülőgépgyárban, a Sikorsky Aircraftnál gyártott minden repülőgéptípus aprólékos tervrajzát. Ismerték az egyik Boeing bombázó részletes leírását. Voltak olyan titkos tervrajzok, amelyek a tervezőasztalról előbb jutottak el a német hadvezetéshez, mint az amerikaihoz. Az Abwehr ügynökei már 1936-ban jelentették Berlinbe, hogy nyomára akadtak egy teljesen új haditechnikai újdonságnak, a Goddard-féle amerikai rakétakísérleteknek. A japánokkal létrejött egyezmény alapján az Abwehr nagyon sok titkosszolgálati információt átadott Amerikáról a japánoknak, cserébe természetesen a japánok által szerzett értesüléseket kapott a világ minden tájáról. De következésképpen az is elmondható, hogy az amerikai kémelhárítás gyengesége ebben szintén jelentős szerepet játszott. Az amerikaiak például csak a háború végén, 1945-ben fedezték fel, hogy a németek már nyolc évvel korábban ellopták a Norden-féle precíziós bombacélzó készülék tervét. 1937-től már teljes gőzzel folytatta az ügynökök telepítését, az angliai kémtevékenységet, s 1938 nyarára majdnem 260 ügynöke volt Nagy-Britannia területén, akik jó része az angolokat nem éppen kedvelő írek soraiból került ki. A második világháború kitörése előtt az Abwehr a szóba jöhető ellenséges országokból aztán kimenekítette a fontos posztokon dolgozó ügynökeit, hisz azok a megváltozott körülmények között már komoly veszélyben voltak.
Az Abwehr ügynökök jelentős szerepet játszottak Lengyelország megtámadásakor a célpontok kijelölésében, a lengyel hadsereg mozgását gátló szabotázs akciókban. Helyzetük Angliában és Franciaországban azonban megnehezült az angol és francia hadüzenet következtében. Így Angliában Canaris a háború alatt főként bennszülötteket, íreket, szervezett be. Vannak adatok arra vonatkozóan, hogy zsidókat menekített ki Németországból Abwehr ügynöknek álcázva őket. Canarist a norvégiai megszállást követően kitüntették az okkupáció előkészítésében játszott Abwehr szerep elismeréseként. (Egyes források szerint Canaris értesítette az angolokat a Norvégia elleni támadásról, de azok nem hittek neki.)
Az ankarai brit nagykövet inasán keresztül ugyanakkor az Abwehr tudomást szerzett a szövetségesek partraszállási tervéről Franciaországban. A német hadvezetés azonban nem adott hitelt ezen értesüléseknek, az angolok pedig hamarosan elzárták ezt az információs csapot. A sztálingrádi vereség után Canaris már kereste a nyugati szövetségesekkel a kapcsolatot egy békekötés céljából, főleg Svájcon, Portugálián és Törökországon keresztül. A Szovjetunióval való békekötést viszont elképzelhetetlennek tartotta. 1943-44-ben aztán az Abwehr egyre több kudarcot volt kénytelen elszenvedni. Ahogy a szövetségesek fokozatosan űzték ki a német csapatokat a megszállt területekről, úgy csökkent az Abwehr mozgástere is és egész ügynökhálózatai semmisültek meg.
1944. február 19-én Hitler leváltotta Canarist és az Abwehrt az Himmler vezetése alatt egyesített Német Titkos Hírszerző Szolgálat katonai osztálya lett. A szervezett legtöbb tisztje inkább más csoportokhoz kérte áthelyezését, a német hírszerző rendszer pár héten belül megszűnt.
Canarist a Hitler elleni 1944. július 20-i merényletben való részvételért letartoztatták és 1945. április 9-én kivégezték.

## Vezetői
- Friedrich Gempp (1920–1927)
- Günther Schwantes (1927–1929)
- Ferdinand von Bredow (1929–1932)
- Konrad Patzig (1932–1935)
- Wilhelm Canaris (1935–1944)
- Walter Schellenberg (1944–1945) (SS Brigadeführer)